# Sheezan Mohammed Khan
Sheezan Mohammed Khan (Mumbai, 9 settembre 1994) è un attore indiano.

## Biografia
Khan è nato il 9 settembre 1996 a Mumbai.
Ha fatto il suo debutto nella serie televisiva Jodha Akbar, trasmessa dal 2013 al 2015. Nel 2016 ha recitato in Silsila Pyaar Ka, e l'anno successivo nella soap opera Chandra Nandini. Nel 2019 ha fatto parte del cast di Tara From Satara ed Ek Thi Rani Ek Tha Raavan.

## Filmografia

### Televisione
- Jodha Akbar, serie TV (2013-2015)
- Silsila Pyaar Ka, serie TV (2016)
- Chandra Nandini, serie TV (2017)
- Prithvi Vallabh - Itihaas Bhi, Rahasya Bhi, TV (2018)
- Tara From Satara, soap opera (2019)
- Ek Thi Rani Ek Tha Raavan, serie TV (2019)
- Nazar 2, serie TV (2020)
- Pavitra Bharose Ka Safar, serie TV (2021)
- Ali Baba: Dastaan-E-Kabul, serie TV (2022)